# NGC 6349
NGC 6349 (другие обозначения — MCG 6-38-16, ZWG 198.36, NPM1G +36.0426, PGC 60060) — галактика в созвездии Геркулес.
Этот объект входит в число перечисленных в оригинальной редакции «Нового общего каталога».